# E-Prix di Hong Kong

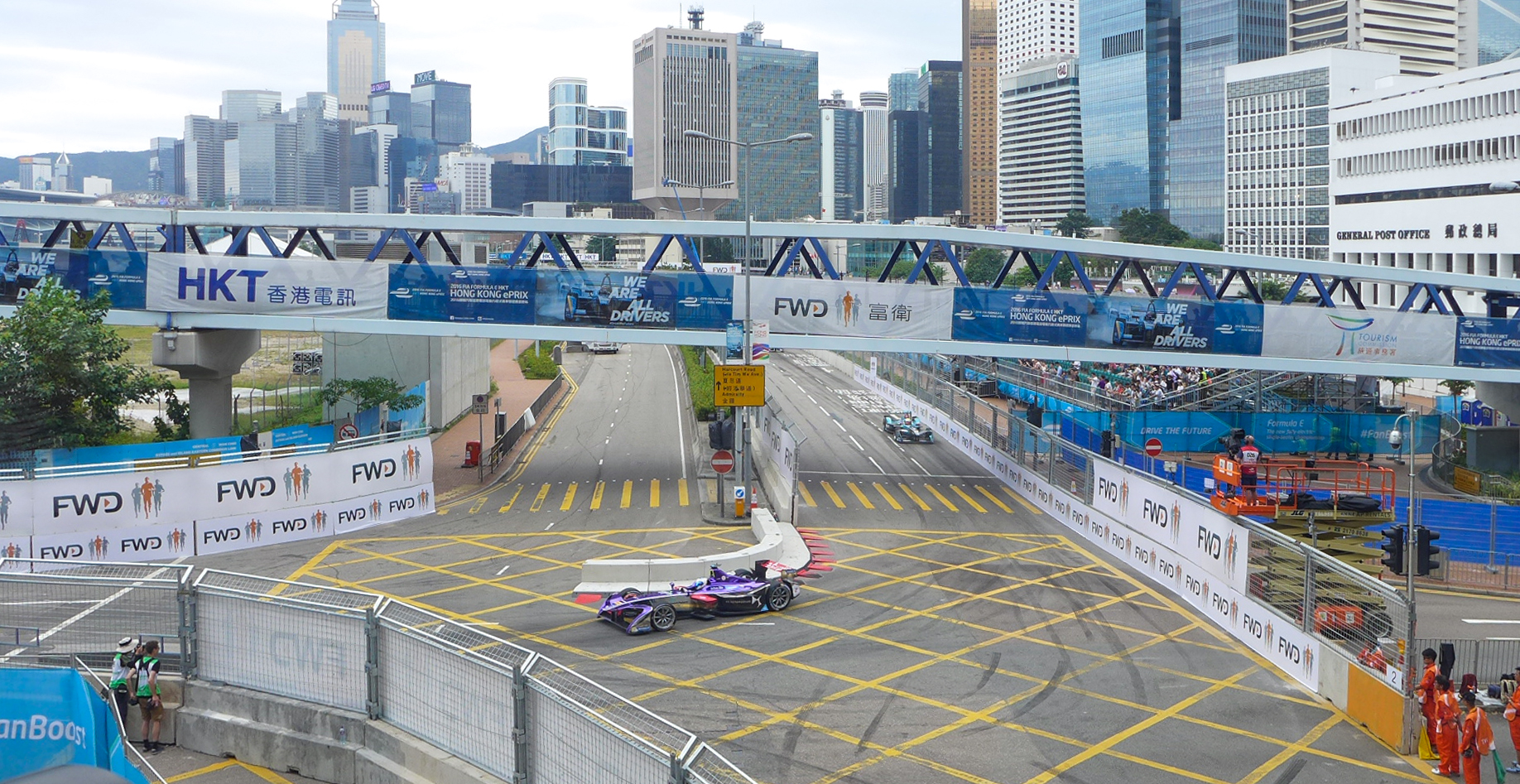
Edizione del 2016

L'E-Prix di Hong Kong è un evento sportivo con cadenza annuale destinato alle vetture a trazione elettrica del campionato di Formula E tenuto ad Hong Kong. È stato disputato per la prima volta il 9 ottobre 2016, mentre nella stagione successiva è stato suddiviso in due gare.

## Circuito
L'evento si disputa sul Circuito Central Harbourfront di Hong Kong.

## Albo d'oro
| Edizione | Gara | Tracciato              | Vincitore                          | Secondo                        | Terzo                               | Pole position                    | Giro veloce                      |
| -------- | ---- | ---------------------- | ---------------------------------- | ------------------------------ | ----------------------------------- | -------------------------------- | -------------------------------- |
| 2016     |      | Cittadino di Hong Kong | Sébastien Buemi Renault-e.dams     | Lucas Di Grassi Audi Sport ABT | Nick Heidfeld Mahindra Racing       | Nelson Piquet Jr. NextEV NIO     | Felix Rosenqvist Mahindra Racing |
| 2017     | G1   | Cittadino di Hong Kong | Sam Bird DS Virgin Racing          | Jean-Éric Vergne Techeetah     | Nick Heidfeld Mahindra Racing       | Jean-Éric Vergne Techeetah       | Jérôme d'Ambrosio Dragon Racing  |
| 2017     | G2   | Cittadino di Hong Kong | Felix Rosenqvist Mahindra Racing   | Edoardo Mortara Venturi        | Mitch Evans Jaguar Racing           | Felix Rosenqvist Mahindra Racing | Lucas Di Grassi Jaguar Racing    |
| 2019     |      | Cittadino di Hong Kong | Edoardo Mortara Venturi Grand Prix | Lucas Di Grassi Audi Sport ABT | Robin Frijns Envision Virgin Racing | Stoffel Vandoorne HWA Racelab    | Sam Bird Envision Virgin Racing  |